# Autonómia (szociológia)
Az autonómiára való igény általános emberi tulajdonság, de nem mindenkire azonos mértékben jellemző. A jogban lehet szűk körű vagy széles körű, létszám szerint megkülönböztetjük az egyén és a csoport autonómiáját. Az autonómiák megadásának alapjaként jelenik meg az önrendelkezési jog.
A görög nyelvből eredő autonomy szó első hallásra ugyanazt jelenti egy angol számára, mint a francia eredetű independence, azaz a teljes területi és politikai függetlenséget, az önálló állami létet. A szó nyelvi jelentése mást takar a magyarban, inkább az angol self rule vagy devolution értelemben használjuk.

## A jogokban

### A szűk körű autonómia
A zárt intézmények jellegzetes példája a börtön, az elmegyógyintézet, a katonaság vagy a bentlakásos iskola. A zárt szervezet az autonómia nagyfokú korlátozásával az egyént arra kényszeríti, hogy egy csoport tagja legyen. A diktatúrában a települési és a területi önkormányzatiságot és az egyén autonómiáját szintén erősen korlátozzák.

### A széles körű autonómia
Elengedhetetlen feltétel a csoport széles körű autonóm működéséhez a pénzügyi függetlenség és annak megfelelő hatáskör. Magas fokú pénzügyi függetlenséget a közösség tagjaitól beszedett pénz (adó, tagsági díj) nagy részének a közösségnél való maradása, vagy a felsőbb szint költségvetéséből folyósított előre meghatározott rész biztosítja. A hatáskör esetében érvényesül az alulról építkezés elve, nevezetesen az, hogy egy rendszerben a felsőbb szint nem veheti át azokat a feladatokat, melyeket egy alacsonyabban elhelyezkedő szint is megvalósíthat, ha csak tételesen ezeket nem utalták a felsőbb egység hatáskörébe.

## A létszám szerint

### Az egyén autonómiája
Autonóm egyén az, aki külső erőktől függetlenül önállóan választja meg nyelvhasználatát, célját, hovatartozását, szabadon fejtheti ki a véleményét és hozhatja meg a döntését.
1. Belgiumban az egyén autonómiájára utal az a tény, hogy a Képviselőház, vagy a Szenátus flamand nyelvű csoportjába tartozhat a flamand nyelven esküt tett összes képviselő és szenátor, függetlenül attól, hogy melyik régióban választották meg.
2. Dánia alkotmánya értelmében az állampolgár joga, hogy szabadon válassza és vallja meg identitását, anyaországával és kultúrájával állandó kapcsolatot tartson.
3. Finnország alkotmánya biztosítja azt, hogy svéd (a lakosság 6,2%) és a finn nyelv érvényes Finnország egész területén, vagyis azonos rangú nemzeti nyelvek. Az állampolgárnak joga van anyanyelvét szabadon használni a közigazgatásban, az igazságszolgálatban, az oktatásban és a közéletben a helyi közigazgatási nyelvtől függetlenül. Az oktatás minden szinten anyanyelven biztosított és minden diák az elemi iskolában kötelezően tanulja a másik nyelvet. A számi (lapp) diák is tanulhat az anyanyelvén. Két egyetemen külön helyet biztosít számukra a finn állam.
4. Dél-Tirolban a német, illetve az olasz nyelv használata választható a közigazgatásban, az igazságszolgáltatásban, az oktatásában és a közéletben. Ausztria és Olaszország között kötött tanulmányi egyezmény szerint, a német népcsoport tagjai egyetemi kiképzésüket Ausztriában, anyanyelvükön végezhetik.
5. Szlovákiában az egyén autonómiájára utal az a tény, hogy a magyar nemzetiségű diák anyanyelvén tanulhat a gimnáziumban, néhány fajta szakközépiskolában és szakiskolában, illetve két egyetemen. Az anyanyelvi oktatás nem teljes, mivel sok esetben a szaktantárgyak tanítása szlovákul folyik. A hivatalos kapcsolatban szintén választható a kisebbségi nyelv, ha az ott élő kisebbség számaránya meghaladja a 20%-ot. A közigazgatásban a kisebbségi nyelv használata azzal is szűkül, hogy csak szlovák nyelvű formanyomtatványok találhatók a hivatalokban.

### A csoport autonómiája
Önmagát kormányzó államalakulatot, de leginkább államalakulaton belüli csoportot szokás e fogalommal jelölni, mely bizonyos önigazgatási szabadságot élvez. Tehát a csoport nem más, mint a települést, a nagyvárosi kerületet, a nagyvárost, a tájegységet, az államalakulatot alkotó közösség, illetve e területeken belül nyelvi vallási vagy egyéb közösség. Az önigazgatás alapja a demokratikusan és titkosan választott önkormányzati testület. A XI. század végén jelennek meg először az autonómia törekvések. Egyetemek alakulnak, de az írásbeliség az egyháznak kedvező privilégiuma marad. A XII. században kezdenek megjelenni (Angliában) a parlament első változatai a király hatalmának korlátozására. Történelmileg az autonómiáknak különböző változatai alakultak ki.

#### A területi elvű önkormányzat

##### A kisebbségi népcsoport autonóm területe
A kisebbségi népcsoport autonóm területe része egy állam bizonyos területének, ahol többségben élő, országos viszonylatban általában az őshonos kisebbségi népcsoporthoz tartozók által megvalósított önkormányzás működik. Ez egy különleges jogállású terület ahol gyakorolják a törvényhozó és végrehajtó hatalom bizonyos illetékességeit, e csoportok fennmaradása, esélyegyenlősége, vagyis boldogulása érdekében. A helyi kormányzatnak nagy a hatásköre az illető területre vonatkozó gazdasági, politikai és kulturális döntéshozatalban és a többi számukra fontos kérdésben. Illetékessége korlátozott nemzetközi jogosítványokat is magába foglalhat. A hátrányos megkülönböztetés megszüntetése, a politikai hatalomhoz való hozzáférés és a gazdasági esélyegyenlőség céljából jön létre.

##### Területi (regionális) önkormányzat
A legtöbb országban a közigazgatás területi (településinél nagyobb) szintű területi egységei önkormányzattal rendelkeznek. Az önkormányzati jogok kiterjedése és az azt megvalósító szervek rendszere nagyon változatos, de általában a legfőbb szerv egy választott testület.

##### A települési önkormányzat
A legtöbb országban szintén önkormányzattal rendelkeznek az egyes települések, esetleg a települések csoportjai közösen. Az önkormányzati jogok kiterjedése és a szervezeti megoldások ezen a szinten is változatosak, de általában itt is működik választott testület.

#### A személyi elvű autonómia
A személyi elvű, perszonális autonómia hordozója a személyek szövetségeként megalakult érdekcsoport (egyesület, vagy némely társadalmi szervezet illetve intézmény), tekintet nélkül a csoport tagságának tartózkodási helyére az adott államon belül. Azt a jogot tartalmazza, hogy a csoport saját gazdasági, szakmai, szociális, vallási, nyelvi vagy kulturális karakterének megőrzésére és fejlesztésére saját intézményekkel él. Az ilyen típusú autonómia szerkezete lehet igen bonyolult, ugyanis feltétele intézmény vagy intézmények létrehozása, valamint a közösség tagjainak meghatározása, nyilvántartása és a választások lebonyolítása. A leggyakoribb példát arra, hogy a személyi részvételre alapuló, a területi elvtől független önkormányzatiságot gyakorolni lehet, az egyházak kínálják.